# دهستان دشت بیل
دهستان دشت بیل نام دهستانی در بخش مرکزی شهرستان اشنویه، استان آذربایجان غربی در ایران است. براساس سرشماری مرکز آمار ایران در سال ۱۳۸۵، جمعیت آن ۸۲۷۱ نفر (۱۷۵۱ خانوار) بوده‌است.